# Aufmerksamkeitsverschiebung
Eine Aufmerksamkeitsverschiebung (Verlagerung der Aufmerksamkeit) tritt auf, wenn das Lenken der Aufmerksamkeit auf einen Punkt die Effizienz der Verarbeitung dieses Punkts erhöht und eine Hemmung einschließt, um die Aufmerksamkeitsressourcen auf unerwünschte oder irrelevante Eingaben zu reduzieren. Eine Aufmerksamkeitsverlagerung ist notwendig, um Aufmerksamkeitsressourcen so zuzuweisen, dass Informationen aus einem Reiz effizienter verarbeitet werden können. Untersuchungen haben gezeigt, dass die Verarbeitung effizienter verläuft, wenn die Aufmerksamkeit auf ein Objekt oder einen Bereich gerichtet ist. Kosten bei Aufgabenwechseln entstehen, wenn die Leistung bei einer Aufgabe aufgrund des erhöhten Aufwands, der mit der Aufmerksamkeitsverlagerung verbunden ist, leidet. Es gibt konkurrierende Theorien, die zu erklären versuchen, warum und wie die Aufmerksamkeit verlagert wird und wie die Aufmerksamkeit bei der Aufmerksamkeitskontrolle durch den Raum bewegt wird.

## Einheitliche Ressourcen- und Mehrfachressourcenmodelle
Dem unitären Modell von Ressourcen der Aufmerksamkeit zufolge gibt es eine einzige Aufmerksamkeitsressource, die in unterschiedlichem Ausmaß auf unterschiedliche Aufgaben aufgeteilt wird, und die Aufmerksamkeit wird willkürlich verlagert, wenn der erforderliche Aufmerksamkeitsbedarf das begrenzte Angebot der verfügbaren Aufmerksamkeitsressourcen übersteigt. Demgegenüber gibt es auch multiple Ressourcenmodelle der Aufmerksamkeit, die davon ausgehen, dass für unterschiedliche Sinnes- und Reaktionsmodalitäten unterschiedliche Aufmerksamkeitsressourcen existieren, was bedeuten würde, dass es bei Aufgaben, die unterschiedliche Sinne oder unterschiedliche Arten von Reaktionen erfordern, einfacher sein sollte, die Aufmerksamkeit zwischen den Aufgaben hin- und herzulenken, und dass die Umschaltkosten bei ähnlichen Aufgaben geringer wären als bei Aufgaben, die unterschiedliche Ressourcen erfordern.

## Die Spotlight- und Gradiententheorie
In der Aufmerksamkeitsforschung ist die moving-spotlight theory (Bewegung-Aufmerksamkeit-Theorie) eine bekannte Theorie, die zu erklären versucht, wie visuelle Aufmerksamkeit verlagert wird. Die grundlegende Idee besteht darin, dass Aufmerksamkeit wie ein beweglicher Scheinwerfer ist, der auf beabsichtigte Ziele gerichtet ist und sich nacheinander auf jedes Ziel konzentriert. Wenn Informationen durch den Scheinwerfer beleuchtet und somit aufmerksam gemacht werden, verläuft die Verarbeitung effizienter, da die Aufmerksamkeit auf einen bestimmten Punkt gerichtet ist und Eingaben von Reizen außerhalb des Scheinwerfers unterdrückt werden. Wenn jedoch eine Verschiebung der räumlichen Aufmerksamkeit stattfindet, wird der Scheinwerfer tatsächlich ausgeschaltet, während die Aufmerksamkeit auf den nächsten aufmerksamen Ort verlagert wird. Es wurde jedoch auch vorgeschlagen, dass die Aufmerksamkeit einer Gradiententheorie folgt, in der Aufmerksamkeitsressourcen einem Bereich im Raum statt einem Scheinwerfer zugewiesen werden, sodass die Aufmerksamkeitsressourcen am stärksten im Zentrum des Aufmerksamkeitsfokus konzentriert sind und dann abnehmen, je weiter ein Reiz vom Zentrum entfernt ist. Die Aufmerksamkeit in dieser Theorie spiegelt sowohl die aktuelle als auch die vorherige Aufmerksamkeitsverteilung wider, sodass sich die Aufmerksamkeit im Laufe der Zeit über mehr als eine Aufmerksamkeitsfixierung aufbauen und wieder abnehmen kann. Dies bedeutet, dass die Zeit zur Erkennung eines Ziels davon abhängen kann, wohin die Aufmerksamkeit gerichtet war, bevor das Ziel präsentiert wurde und die Aufmerksamkeit verlagert werden musste.

## Drei Phasen der Aufmerksamkeitsorientierung
Eine weitere einflussreiche Idee kam 1990 von Posner und Petersen, die die Theorie aufstellten, dass die Ausrichtung der Aufmerksamkeit in drei verschiedene Phasen unterteilt werden könne. Sie argumentieren, dass sich eine Person, um sich auf einen neuen Ort auszurichten, zunächst von dem Punkt, auf den sie sich aktuell konzentriert, lösen oder seine Aufmerksamkeit abwenden muss. Als Nächstes würde die Aufmerksamkeit von einem Reiz auf einen anderen verlagert. Schließlich würde die Aufmerksamkeit auf das neue Ziel gerichtet bzw. fokussiert. Dieser Bericht versucht, die Forschung in Bezug auf die neuronalen Korrelate dieser physischen Aufmerksamkeitsverschiebungen zu untersuchen und konzentriert sich dabei besonders auf die Bereiche der offenen und verdeckten Aufmerksamkeit sowie der freiwilligen und automatischen Aufgabenverschiebungen. In der Forschung besteht oft Uneinigkeit über das Ausmaß der Überschneidung in den neuronalen Systemen für diese verschiedenen Arten der Aufmerksamkeit. Deshalb wird im Folgenden Forschung diskutiert, die beide Ansichten unterstützt.

## Offene und verdeckte Aufmerksamkeit
Veränderungen der räumlichen Aufmerksamkeit können bei offenen Augenbewegungen oder bei verdeckten Augenfixierungen auftreten. Nur ein kleiner Teil des menschlichen Auges, die Fovea centralis, kann Objekte scharf fokussieren. Diese hohe Sehschärfe ist jedoch erforderlich, um Aktionen wie z. B. das Lesen von Wörtern oder das Erkennen von Gesichtszügen auszuführen. Deshalb müssen sich die Augen ständig bewegen, um die Fovea auf das gewünschte Ziel zu lenken. Vor einer offenen Augenbewegung, bei der sich die Augen zu einem Zielort bewegen, richtet sich die verdeckte Aufmerksamkeit auf diesen Ort. Man sollte jedoch bedenken, dass sich die Aufmerksamkeit auch verdeckt auf Objekte, Orte oder sogar Gedanken verlagern kann, während die Augen fixiert bleiben. Dies gilt zum Beispiel, wenn eine Person Auto fährt und den Blick auf die Straße gerichtet hält, sich dann aber, obwohl sie die Augen nicht bewegt, von der Straße abwendet und darüber nachdenkt, was sie im Supermarkt besorgen muss. Der Blick bleibt möglicherweise auf das vorherige Objekt gerichtet, doch die Aufmerksamkeit hat sich verlagert.

### Patientenstudien und Aufmerksamkeitsverschiebungen
Einige der ersten Forschungen zur Neurologie hinter Aufmerksamkeitsverschiebungen erfolgten bei der Untersuchung von Patienten mit Hirnschäden. Zunächst untersuchten Posner et al. Personen mit progressiver supranukleären Blickparese, einer Erkrankung, bei der es schwierig ist, willkürliche Augenbewegungen auszuführen, insbesondere vertikale Bewegungen. Bei den Patienten wurden Schäden im Mittelhirnbereich und den damit verbundenen Kortexbereichen festgestellt. Obwohl die Patienten ihre Augen nicht bewegen konnten, waren sie dennoch in der Lage, ihre Aufmerksamkeit verdeckt zu verschieben. Allerdings war der Prozess der Aufmerksamkeitsverschiebung bei diesen Patienten verlangsamt, was darauf hindeutet, dass die Mittelhirn- und Kortexbereiche mit verdeckten Aufmerksamkeitsverschiebungen in Verbindung stehen müssen. Darüber hinaus haben frühere Forschungsarbeiten gezeigt, dass verdeckte Aufmerksamkeitsverschiebungen mit Aktivität im Parietallappen zusammenhängen. Andererseits scheint die Forschung auf Unterschiede bei den Hirnarealen hinzudeuten, die bei offenen Aufmerksamkeitsverschiebungen im Vergleich zu verdeckten Verschiebungen aktiviert werden. Frühere Erkenntnisse haben gezeigt, dass der Colliculus superior mit Augenbewegungen oder offenen Aufmerksamkeitsverschiebungen in Verbindung steht. Darüber hinaus wurde gezeigt, dass das mediale Kleinhirn nur bei Augenbewegungen aktiviert wird.

### Neuronale Überlappung für offene und verdeckte Aufmerksamkeit
Obwohl es nach der Betrachtung von Posners Forschung logisch erscheint, zu dem Schluss zu kommen, dass verdeckte und offene Aufmerksamkeitsverschiebungen unterschiedliche neuronale Mechanismen nutzen, haben andere, neuere Studien mehr Überschneidungen als Unterschiede gezeigt. Mehrere Studien haben gezeigt, dass sowohl bei offenen als auch bei verdeckten Aufmerksamkeitsverschiebungen Aktivität im Frontallappen, im Parietallappen und im lateralen Occipitallappen auftritt. Dies unterstützt die prämotorische Aufmerksamkeitstheorie. Während diese Studien hinsichtlich der Bereiche übereinstimmen, sind sie sich nicht immer einig, ob eine offene oder verdeckte Aufmerksamkeitsverschiebung mehr Aktivierung verursacht. Unter Einsatz der funktionellen Magnetresonanztomographie (fMRI) haben Corbetta et al. herausgefunden, dass bei Aufgaben mit offener und verdeckter Aufmerksamkeitsverschiebung eine Aktivierung in denselben Bereichen auftrat, nämlich im Frontal-, Parietal- und Temporallappen. Außerdem wurde in dieser Studie berichtet, dass bei verdeckten Aufmerksamkeitsverschiebungen höhere Aktivitätsgrade als unter Bedingungen offener Aufmerksamkeit auftraten. Es ist jedoch wichtig zu beachten, dass für den verdeckten und den offenen Zustand unterschiedliche Aufgaben verwendet wurden. Bei einer Aufgabe wurde eine Sonde auf die Fovea des Probanden gerichtet, während bei einer anderen Aufgabe die Sonde im peripheren Sichtfeld des Teilnehmers gezeigt wurde, wodurch es fraglich ist, ob diese Ergebnisse direkt verglichen werden können. Nobre et al. versuchten auch festzustellen, ob verdeckte und offene Aufmerksamkeitsverschiebungen eine Aktivierung in denselben Gehirnbereichen zeigten. Auch hier wurde die fMRI-Technologie verwendet, sowie zwei separate Aufgaben, eine für verdeckte Aufmerksamkeit und eine für offene Aufmerksamkeit. Die Ergebnisse zeigten eine Überlappung der aktivierten Bereiche für offene und verdeckte Aufmerksamkeitsverschiebungen, hauptsächlich in den Parietal- und Frontallappen. Es zeigte sich jedoch, dass ein Bereich spezifisch für verdeckte Aufmerksamkeit war, nämlich der rechte dorsolaterale Kortex; typischerweise verbunden mit willkürlichen Aufmerksamkeitsverschiebungen und dem Arbeitsgedächtnis. Man sollte sich fragen, ob diese zusätzliche Aktivierung mit der ausgewählten Aufgabe für den verdeckten Zustand zu tun hat oder ob sie eher spezifisch für eine verdeckte Aufmerksamkeitsverschiebung ist.
Beauchamp et al. versuchten vor kurzem, diese Ergebnisse zu reproduzieren, indem sie eine Studie durchführten, bei der dieselbe Aufgabe für beide Bedingungen und über mehrere Verschiebungsraten hinweg verwendet wurde. Die Ergebnisse stimmten darin überein, dass verdeckte und offene Aufmerksamkeitsverschiebungen dieselben neuronalen Mechanismen aktivieren. Diese Studie unterschied sich jedoch darin, dass offene Aufmerksamkeitsverschiebungen eine stärkere Aktivierung dieser neuronalen Bereiche zeigten, und dies trat sogar bei mehreren Verschiebungsraten auf. Auch in dieser Studie waren die neuronalen Regionen der Sulcus intraparietalis, der Sulcus praecentralis und der laterale Occipitalkortex beteiligt. Diese stärkere Aktivierung bei offenen Aufmerksamkeitsverschiebungen wurde der zusätzlichen Beteiligung von Augenbewegungen zugeschrieben.

## Freiwillige vs. automatische Aufmerksamkeitsverschiebungen
Die Aufmerksamkeit kann entweder willkürlich oder automatisch (exogene oder reflexive Aufmerksamkeit) gelenkt werden. Bei der endogenen Kontrolle wird die Aufmerksamkeit willkürlich auf den Reiz gelenkt, normalerweise durch die Interpretation eines Hinweises, der zum Ziel führt, während bei der exogenen Kontrolle die Aufmerksamkeit automatisch auf einen Reiz gelenkt wird. Es hat sich gezeigt, dass die neuronalen Mechanismen im Gehirn bei endogener und exogener Aufmerksamkeit unterschiedliche Aktivitätsmuster erzeugen.

### Getrennte neuronale Mechanismen
Corbetta und Shulman, die der Ansicht sind, dass es getrennte neuronale Systeme für die endogene und exogene Kontrolle gibt, führten eine Metaanalyse mehrerer Studien durch, die eine Gehirnaktivierung aufgrund eines der beiden Aufmerksamkeitsprozesse zeigten. Insbesondere sind die dorsalen, posterioren und frontalen Kortexregionen hauptsächlich an der freiwilligen Aufmerksamkeit beteiligt, während die Aktivität im okzipitalen Bereich vorübergehend auftritt. Man geht davon aus, dass die endogenen Mechanismen vorheriges Wissen, Erwartungen und Ziele integrieren, um freiwillig zu entscheiden, wohin die Aufmerksamkeit gelenkt werden soll. Andererseits wird angenommen, dass neuronale Bereiche, die an der reflexiven Aufmerksamkeit beteiligt sind, den Zweck haben, die Aufmerksamkeit auf Ereignisse oder Objekte zu lenken, die in der Umgebung hervorstechen. Der Temporallappen und die ventrale frontale Kortexregion, insbesondere in der rechten Gehirnhälfte, haben eine Beteiligung an der reflexiven Aufmerksamkeit gezeigt. Eine Art visueller Eingaben fällt im Visuellen Kortex (V1) auf, jedoch nicht für die visuelle Wahrnehmung oder andere Bereiche des Kortex. Sie unterscheiden sich in Bezug darauf, ob das linke oder das rechte Auge die Eingaben empfängt, z. B. ein Apfel, der dem linken Auge unter vielen anderen Äpfeln gleichen Aussehens gezeigt wird, die dem rechten Auge gezeigt werden. Dennoch können solche Eingaben, z. B. der Apfel für das linke Auge, auch übermäßig und verdeckt die Aufmerksamkeit stark fesseln (und sogar die Aufmerksamkeitslenkung durch endogene Ziele außer Kraft setzen), was V1 gemäß der V1-Salienz-Hypothese für exogene Aufmerksamkeitsverschiebungen verantwortlich macht. Obwohl angenommen wird, dass für diese beiden Aufmerksamkeitsprozesse getrennte Regionen existieren, bleibt die Frage, ob diese Regionen miteinander interagieren, was darauf hindeutet, dass zu diesem Punkt noch weitere Forschung erforderlich ist.

### Neuronale Überlappung für willkürliche und reflexartige Aufmerksamkeit
Es besteht Einigkeit darüber, dass mehrere Bereiche des Gehirns an Aufmerksamkeitsverschiebungen beteiligt sind. Die Forschung ist sich jedoch nicht ganz so einig, was das Ausmaß der Überlappung bei freiwilliger gegenüber reflexartiger Aufmerksamkeit betrifft. Die Studie von Rosen et al. ergab eine beträchtliche Überlappung zwischen endogenen und exogenen Aufmerksamkeitsverschiebungen. Beide Bedingungen zeigten eine Aktivierung in den dorsalen und parietalen prämotorischen Bereichen. Die freiwillige Bedingung zeigte jedoch auch eine Aktivierung im rechten dorsolateralen präfrontalen Kortex, die in der reflexartigen Bedingung nicht auftrat. Da gezeigt wurde, dass dieser Bereich mit dem Arbeitsgedächtnis in Verbindung steht, könnte dies darauf hinweisen, dass das Arbeitsgedächtnis freiwillig aktiviert wird. Der subkortikale Globus pallidus wurde ebenfalls nur in der freiwilligen Bedingung aktiviert. Darüber hinaus war die Aktivierung der temporalen Verbindung (temporoparietal junction – TPJ) in beiden Bedingungen leicht unterschiedlich, wobei die endogene Bedingung eine stärkere Ausbreitung in die lateralen, vorderen und oberen Regionen zeigte. Obwohl diese Unterschiede tatsächlich bestanden, wurde insgesamt eine große Überlappung bei freiwilligen und reflexartigen Aufmerksamkeitsverschiebungen nachgewiesen. Insbesondere zeigten beide Aktivierungen in der dorsalen prämotorischen Region, dem frontalen Augenfeldbereich und dem oberen parietalen Kortex (superior parietal cortex – SPC), obwohl der SPC unter endogenen Bedingungen eine stärkere Aktivierung aufwies.
Die Aufmerksamkeit kann durch Top-down-Verarbeitung oder Bottom-up-Verarbeitung gesteuert werden. Posners Aufmerksamkeitsmodell umfasst ein hinteres Aufmerksamkeitssystem, das an der Ablösung von Reizen über den parietalen Kortex, der Verschiebung der Aufmerksamkeit über den Colliculus superior und der Ansprache eines neuen Ziels über den Pulvinar beteiligt ist. Das vordere Aufmerksamkeitssystem ist an der Erkennung wichtiger Reize und der Vorbereitung motorischer Reaktionen beteiligt.